# شين إدواردز (كرة سلة)
شين إدواردز (بالإنجليزية: Shane Edwards)‏ مواليد 31 مايو 1987 في لوس أنجلوس، هو لاعب كرة سلة محترف أمريكي بدأ مسيرته الاحترافية في سنة 2009. يبلغ طوله 6 قدم 7 بوصة (2.0 م).

## فرق لعب لها
- كيرنز تيبانز
- كليفلاند كافالييرز
- بي جي غوتنغن

## إحصائيات المسيرة

### الموسم الاعتيادي
| السنة   | الفريق             | لعب | بدأ | دقيقة | ميداني% | ثلاثية | حرة  | ارتداد | صنع | استلاب | تصدي | نقطة |
| ------- | ------------------ | --- | --- | ----- | ------- | ------ | ---- | ------ | --- | ------ | ---- | ---- |
| 2013–14 | كليفلاند كافالييرز | 2   | 0   | 6.0   | .333    | .000   | .000 | 1.0    | .0  | .0     | .0   | 1.0  |
| المسيرة |                    | 2   | 0   | 6.0   | .333    | .000   | .000 | 1.0    | .0  | .0     | .0   | 1.0  |

## روابط خارجية
- شين إدواردز على موقع إن بي أي (الإنجليزية)
- شين إدواردز على موقع دوري كرة السلة الياباني للمحترفين (اليابانية)
- شين إدواردز على موقع سبورتس رفرنس (الإنجليزية)
- شين إدواردز على موقع كرة السلة الأوروبية.كوم (الإنجليزية)
- شين إدواردز على موقع كلية كرة السلة في سبورتس رفرنس.كوم (الإنجليزية)
- شين إدواردز على موقع ريلجم (الإنجليزية)
- شين إدواردز على موقع بروبوليرز (الإنجليزية)
- شين إدواردز على موقع سبورتس رفرنس (الإنجليزية)
- شين إدواردز على موقع سبورتس رفرنس (الإنجليزية)